# Proteuxoa adelopa
Proteuxoa adelopa är en fjärilsart som beskrevs av Oswald Beltram Lower. Proteuxoa adelopa ingår i släktet Proteuxoa och familjen nattflyn. Inga underarter finns listade i Catalogue of Life.